# Mikelon
Mikelon (fra. Miquelon, također zvan i Grande Miquelon tj. Veliki Mikelon) dio je otočja Sveti Petar i Mikelon. Iako je ovo otok s najvećom površinom (110 km²) u ovom otočju, na Mikelonu živi svega 690 stanovnika koji su okupljeni u istoimenom selu na sjeveru otoka. Stanovništvo koje je većinom akadijskog i baskijskog porijekla, živi većinom od ribolova.
Ovaj otok je od 18. stoljeća povezan prevlakom od dvanaestak kilometara s otokom Langlade (Petite Miquelon tj. Mali Mikelon).
Ime otoka je baskijskog porijekla, a prvi put ga je 1579. spomenuo Martin de Hoyarçabal (Micquetõ, Micquelle).
Upravno je Mikelon dio općine Miquelon-Langlade.

## Vanjske poveznice
- Turističke informacije o otocima Sveti Petar, Mikelon i Langlade